# Stanisław Sosabowski
Stanisław Franciszek Sosabowski, poljski general, * 8. maj 1892, Stanislawow, Poljska, danes Ivano-Frankivsk, Ukrajina, † 25. september 1967, Hillingdon, Anglija.

## Življenjepis
Otroštvo
Stanislaw Sosabowski se je rodil leta 1892 v Stanislawowu v tedanji Avstro-Ogrski (današnja Ukrajina). Njegovi starši so bili železniški delavci. V bližini svojega rodnega kraja je naredil osnovo šolo in gimnazijo ter se 1910 vpisal na Ekonomsko fakulteto Univerze v Krakovu. Študij je moral zaradi predrage šolnine opustiti. Leta 1913 je vstopil v Poljske oborožene sile.
Prva svetovna vojna
Ko je izbruhnila prva svetovna vojna se je postavil na stran Avtro-Ogrske in se bojeval na vzhodni fronti-ruskem bojišču. Zaradi svojih vojaških sposobnosti je napredoval v čin nadporočnika. Leta 1915 je bil ranjen in se zaradi poškodb ni več vrnil na bojišče. Po koncu 1. svetovne vojne se pridruži novonastali poljski vojski.
Vmesna leta
Po 1. svetovni vojni je delal na obrambnem ministrstvu v Varšavi. Med svetovnima vojnama je bil povišan v čin majorja. V letih 1923–1927 je obiskoval generalsko šolo v Varšavi, ki jo je tudi uspešno končal in tam deloval kot profesor logistike v letih 1930-1936. Leta 1937 je bil povišan v polkovnika.
Druga svetovna vojna
Ko je Nemčija napadla Poljsko je bil dodeljen 8. pehotni diviziji. Zaradi svojih pogumnih dejanj je bil odlikovan z vojaško medaljo Virtuti Militari – najvišjim poljskim vojaškim priznanjem. Zaradi sporazuma med Stalinom in Hitlerjem je poljska postala interesno območje Sovjetske zveze in Nemčije in Sosabowski je postal ruski ujetnik. Iz ujetništva mi je uspelo pobegniti in navezati stike z odporniškim gibanjem. Po ukazu begunske vlade v Londonu je zbežal iz Poljske in spomladi 1940 prišel v Francijo. Po kapitulaciji Francije je odšel v Veliko Britanijo. Tam je z drugimi vojnimi pribežniki ustanovil 1. samostojno neodvisno padalsko brigado. Bil je poveljnik padalske brigade in povišan v generalmajorja. V zavezniški operaciji Market Garden je bil zaradi neuspešnega vodenja brigade odpuščen iz 1. samostojne neodvisne padalske brigade.